# Xã Mount Morris, Michigan
Xã Mount Morris (tiếng Anh: Mount Morris Township) là một xã thuộc quận Genesee, tiểu bang Michigan, Hoa Kỳ. Năm 2010, dân số của xã này là 21.501 người.